# Extra Flugzeugbau

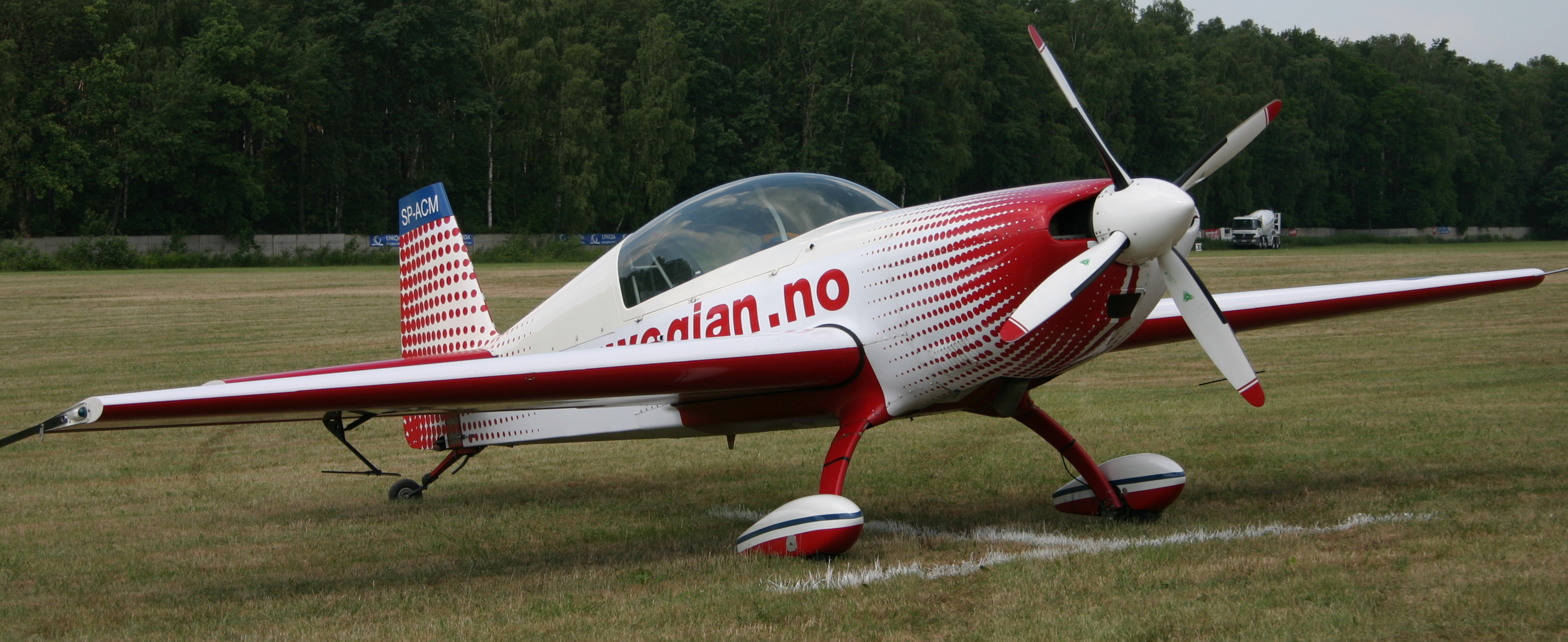
Extra 300L

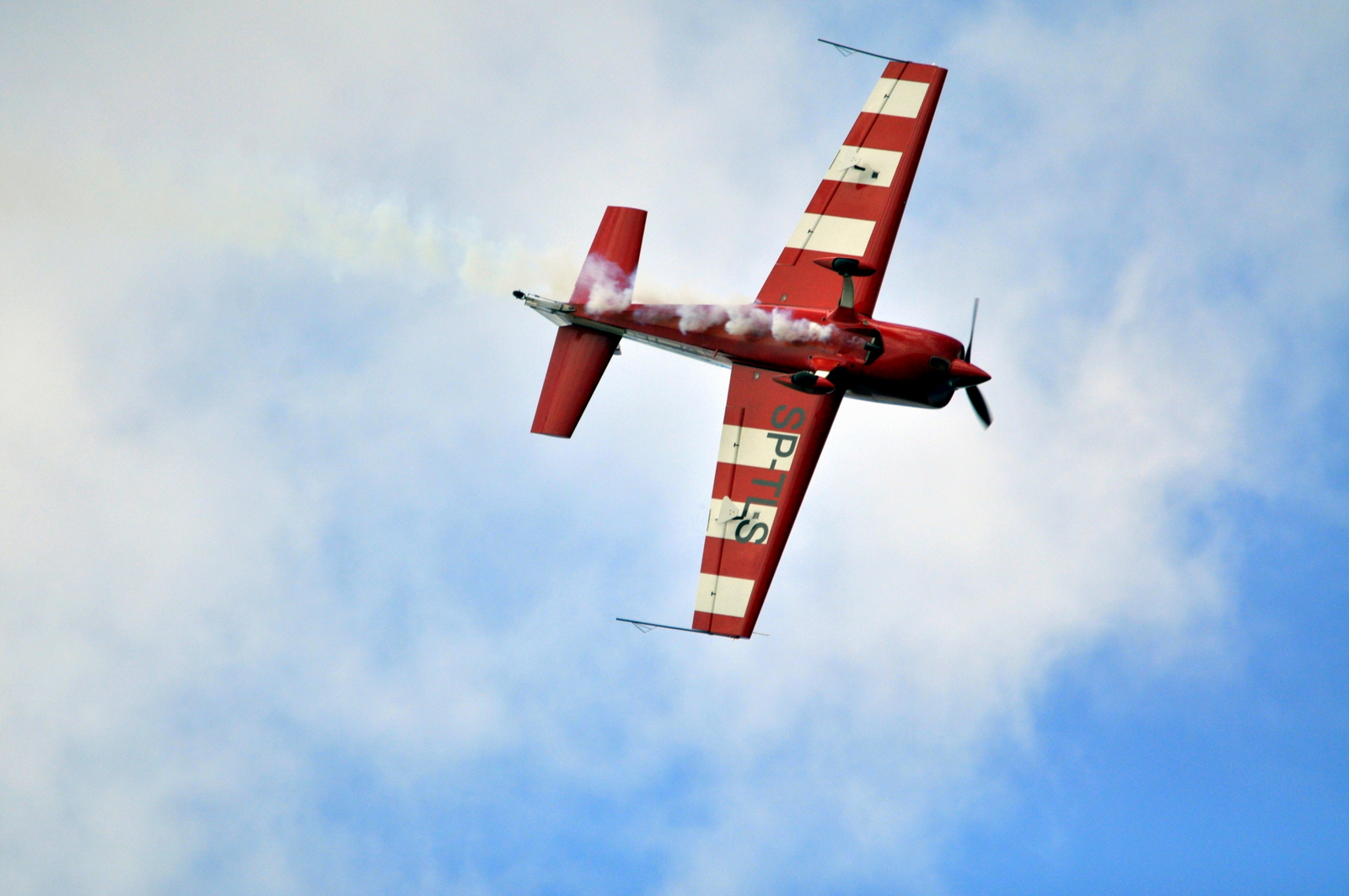
Extra 330LC

Extra Flugzeugproduktions- und Vertriebs GmbH – wytwórnia samolotów akrobacyjnych w Hünxe, założona w 1980 roku przez niemieckiego pilota akrobacyjnego Waltera Extrę, znajdująca się na lotnisku Flugplatz Dinslaken/Schwarze Heide.
Wykorzystując swoje doświadczenie w budowaniu samolotów Pitts Special Walter Extra, zainspirowawszy się osiągami i konstrukcją jednopłata Loudenslager Laser 200, skonstruował samolot Extra 230, z 230 konnym silnikiem i płatem wykorzystującym osiągnięcia niemieckich badań aerodynamicznych z czasów II wojny światowej. Oblatana w 1984 roku Extra 230 przewyższyła osiągami inne samoloty akrobacyjne, a Walter Extra przekształcił warsztat, w którym budował pojedyncze maszyny na indywidualne zamówienia, w regularną wytwórnię lotniczą. Extra 230 charakteryzowała się doskonałą zwrotnością, miała lepsze przyspieszenie i niższą prędkość przeciągnięcia od maszyn Pittsa; piloci na niej latający zaczęli wygrywać amerykańskie i międzynarodowe mistrzostwa: samolot stał się sukcesem sprzedażowym.
Wersją rozwojową była Extra 260 z kompozytowym (włókno węglowe) skrzydłem, na której w 1991 roku Patty Wagstaff jako pierwsza kobieta wygrała amerykańskie mistrzostwa w akrobacji lotniczej. Kolejnym samolotami były jednomiejscowa Extra 300S i dwumiejscowa 300L, ta pierwsza stała się najpopularniejszym samolotem akrobacyjnym w 1990 roku, a przedsiębiorstwo Extra wyrosło na wiodącego producenta samolotów akrobacyjnych o wysokich osiągach. Na mistrzostwach świata w akrobatyce lotniczej – FAI World Aerobatic Championships organizowanych przez Międzynarodową Federację Lotniczą (FAI) w 2019 roku, 47 z 61 uczestników i uczestniczek i 8 z pierwszej dziesiątki latało na samolotach Extra (głównie Extra 330 SC).
Extra 300 była używana przez zespół akrobacyjny Fuerza Aérea de Chile (Halcones). Zespół akrobacyjny Jordańskich Sił Powietrznych latał na 5 samolotach Extra 300 w latach 1992–2007, kiedy to wymienił je na nowocześniejsze Extra 300 L, i ponownie w drugiej dekadzie XXI w. na 5 maszyn kolejnej generacji Extra-330 LX.
Extra następnie zbudował nieco zmniejszoną wersję modelu 300, z dwustukonnym silnikiem – Extra 200, jako dwumiejscowy samolot do nauki akrobacji, o słabszych osiągach, ale tańszy w eksploatacji niż silniejsza wersja. Wymienna owiewka pozwala na szybką konwersję na samolot dla jednego pilota.
Produkowane samoloty:
- Extra 200 – dwumiejscowy samolot akrobacyjny (oblot 1996);
- Extra 300 – dwumiejscowy samolot szkolno-akrobacyjny;
  - Extra 300 L – wersja dolnopłata;
  - Extra 300 S – wersja jednomiejscowa, akrobacyjna, wyczynowa z silnikiem 300 KM;
- Extra 330 – dwumiejscowy samolot akrobacyjny, wersja rozwojowa Extry 300 z silnikiem Lycoming AEIO-580;
- Extra 500 – sześciomiejscowy samolot z kabiną ciśnieniową (oblot 1996)[9].